# Pernilla Larsson
Inga-Lill Pernilla Larsson född 18 september 1976 i Trollhättan, är en svensk fotbollsdomare i Damallsvenskan sedan 2001 och Fifa-domare sedan 2010. Hon utsågs  till årets kvinnliga domare på fotbollsgalan 2012, 2014 och 2017.
Pernilla Larsson är sedan 2013 deltidsanställd av svenska fotbollförbundet. Hon har tidigare dömt finalen i U20-VM i Japan 2012 och semifinal i U17-VM-turneringen 2014 i Costa Rica. Hon var en av nio europeiska domare vid VM-slutspelet 2015 i Kanada. Hon var även en av domarna vid Europamästerskapet i Nederländerna 2017.
2015 tilldelades hon GT/Expressens pris Kristallpipan.
Sedan 2020 är hon den svenska domare som har dömt flest damallsvenska matcher någonsin då hon passerade det gamla rekordet på 223 matcher.
2021 dömde hon sin 248:e och sista damallsvenska match. 
Pernilla Larsson kombinerar domaryrket med jobb som dietist och föreläsare via egna företaget Dietoteket.